# Sunčana Zelenika Konjević
Sunčana Zelenika Konjević (Zagreb, 11. kolovoza 1969.) hrvatska je kazališna, televizijska i filmska glumica.

## Filmografija

### Televizijske uloge
- "Crno-bijeli svijet" kao Marinina strina Nevenka (2019. – 2020.)
- "Stipe u gostima" kao Kata (2012.)
- "Najbolje godine" kao inspektorica rada (2011.)
- "Bibin svijet" kao Anica (2011.)
- "Hitna 94" kao Radojka (2008.)
- "Zauvijek susjedi" kao Stana (2008.)
- "Luda kuća" kao Zvjezdana (2007.)
- "Odmori se, zaslužio si" kao majka (2006.)
- "Žutokljunac" kao Sunčana (2004. – 2009.)
- "Mlakarova ljubav" kao Kockica (1993.)

### Filmske uloge
- "Nosila je rubac črleni" kao Fanika (2022.)
- "Uzbuna na Zelenom Vrhu" kao prodavačica (2017.)
- "Tri kavaljera frajle Melanije" kao Anka i gazdarica; TV snimka kazališne predstave HNK Varaždin (2014.)
- "Kotlovina" kao žena u svatovima (2011.)
- "Slonić ide u vrtić" kao mišica (glas) (2009.)
- "Snivaj, zlato moje" kao mlada žena s djetetom (2005.)
- "Ne dao Bog većeg zla" kao knjižničarka (2002.)
- "Božićna čarolija" (1997.)
- "Puška za uspavljivanje" kao pijanistica (1997.)
- "Prepoznavanje" kao djevojka u kinu (1996.)
- "Anđele moj dragi" kao Bernarda (1995.)
- "Detonator 2: Noćna straža" kao Stephanie (1995.)
- "Prolazi sve" (1995.)

### Sinkronizacija
- "Moj Mali Poni Film" kao kraljica Novo (2017.)
- "Žabac Regi" kao Veričina mama vjeverica i mama žaba (2014.)
- "Mećava" kao Mećava i Aleksandra Bajer (2012.)
- "Alpha i Omega" (2010.)
- "Kako je Gru ukrao mjesec" kao Jurjeva majka (2010.)
- "Ledeno doba 3: Dinosauri dolaze" (2009.)
- "Pinokio i car noći" (2006.)
- "Roboti" kao Getriba (2005.)
- "Kišna kap" kao Klorofil, Biba i Ivica (2005.)
- "Rođenje Isusovo" (2004.)
- "Charlotteina mreža" kao gđa. Violić, gđa. Aralić, gledateljica i ovanica (2004.)
- "Martin Misterija" kao M.O.M.
- "Jura iz džungle (serija)" kao Bonnie

## Vanjske poveznice
- Sunčana Zelenika Konjević u internetskoj bazi filmova IMDb-u (engl.)
- Stranica na hnkvz.hr